# Peña Colorada, Santa Catarina
Peña Colorada är en ort i Mexiko.   Den ligger i kommunen Santa Catarina och delstaten Guanajuato, i den centrala delen av landet, 210 km nordväst om huvudstaden Mexico City. Peña Colorada ligger 1 601 meter över havet och antalet invånare är 124.
Terrängen runt Peña Colorada är huvudsakligen kuperad, men österut är den bergig. Peña Colorada ligger nere i en dal. Runt Peña Colorada är det ganska glesbefolkat, med 23 invånare per kvadratkilometer. Närmaste större samhälle är Victoria, 16,0 km väster om Peña Colorada. Trakten runt Peña Colorada består i huvudsak av gräsmarker.